# Иструть
Иструть — река в России, протекает по Саткинскому району Челябинской области. Устье реки находится в 321 км по левому берегу реки Ай. Длина реки составляет 11 км. На реке расположены населённые пункты Иструть и Тельмана.

## Данные водного реестра
По данным государственного водного реестра России относится к Камскому бассейновому округу, водохозяйственный участок реки — Ай от истока и до устья, речной подбассейн реки — Белая. Речной бассейн реки — Кама.
Код объекта в государственном водном реестре — 10010201012111100021948.